# Moussaya
Moussaya est une ville et une sous-préfecture de Guinée, rattachée à la préfecture de Forécariah et la région de Kindia. 

## Population
En 2016, le nombre d'habitants est estimé à 40 493, à partir d'une extrapolation officielle du recensement de 2014 qui en avait dénombré 38 005.